# Ананкусы
Ананкусы (лат. Anancus) — род крупных вымерших хоботных, обитавших в позднем миоцене — раннем плейстоцене Африки, Европы и Азии. Выделяется от 8 до 10 видов Anancus. Включаются в подсемейство Anancinae семейства гомфотериевых. По другой версии данный род вместе с тетралофодонами (Tetralophodon) состоит в отдельном семействе Anancidae.

## Внешний вид и строение

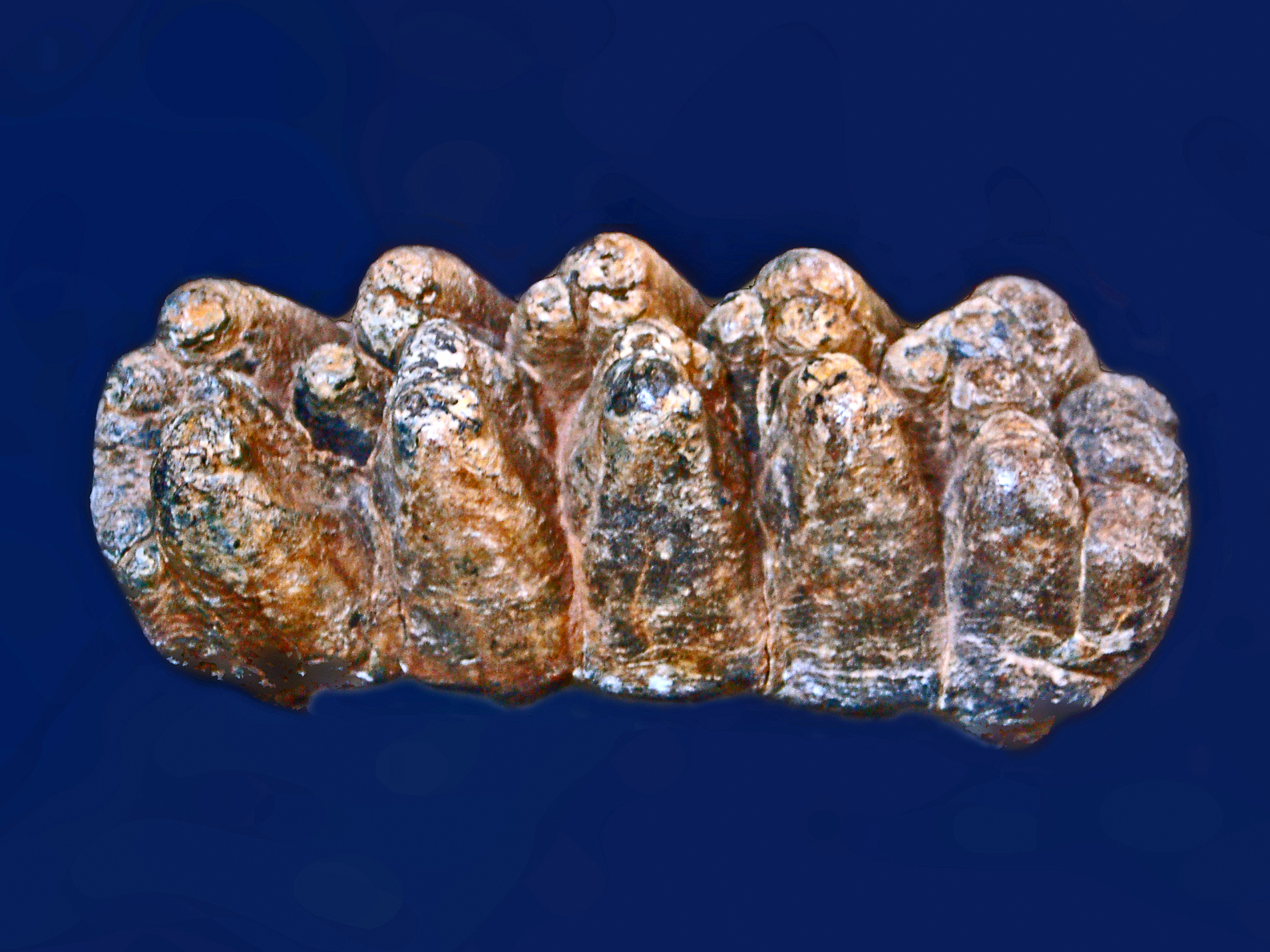
Коренной зуб Anancus arvernensis

У Anancus были укорочены череп, нижняя челюсть и шея, а также редуцированы нижние бивни. Хобот и верхние бивни, напротив, хорошо развиты. Всё это делало их конвергентно сходными с настоящими слонами (Elephantidae).
Рост Anancus около 3—3,5 м, они имели приземистое, немного удлинённое тело и относительно короткие мощные ноги.
Зубная формула взрослого Anancus {\displaystyle I{1 \over 0}C{0 \over 0}P{0 \over 0}M{3 \over 3}}.
Верхние бивни округлые в сечении, почти прямые, немного изогнуты внутрь, лишены эмали, очень длинные — до 3 м. Нижние бивни могли быть только у детёнышей и выпадали при смене молочных зубов на постоянные. Это касается и премоляров. Коренные зубы сменялись горизонтально. В нижней челюсти могли одновременно функционировать один или два последних коренных зуба.

## Места и древность находок
Окаменелости разных видов рода Anancus найдены в Индии (поздний миоцен — средний плиоцен), Китае (плиоцен), Северной, Центральной, Восточной и Южной Африке (ранний плиоцен — ранний плейстоцен), а также в Болгарии, Греции, Испании, Италии, Казахстане, Молдове, Румынии, Словакии, Словении, Турции, на Украине, во Франции, на Северном Кавказе и в Закавказье (средний — поздний плиоцен).

## Питание и образ жизни
Строение зубов и конечностей Anancus наводит на предположение, что эти звери населяли прибрежные леса или заболоченные низменности и кормились в основном сочной растительностью. Поздние виды Anancus пытались, когда климат в местах их обитания стал более засушливым, приспособиться к питанию более жёсткими травами, но без особого успеха. Считается, что это и стало главной причиной их вымирания.

## Эволюционные связи
По форме и строению зубов Anancus близки к более ранним тетралофодонам (Tetralophodon), своим вероятным прямым предкам. Но они отличаются от последних некоторыми прогрессивными чертами — например, у взрослых Anancusотсутствовали премоляры.

## История изучения
Первую окаменелость Anancus (часть нижней челюсти с двумя молочными премолярами) описали Круазе и Жоберо из среднего плиоцена Пюи-де-дом, Перрье (Франция) в 1828 году. Вид был назван Mastodon arvernensis. Род Anancus выделил Эмар в 1855 году. В 1936 году Осборн поместил Mastodon arvernensis в род Anancus, что в было в дальнейшем подтверждено другими исследователями.